# Code::Blocks
Code::Blocks är en fri utvecklingsmiljö för C++ med flera programspråk som stöder ett stort antal olika kompilatorer för själva byggandet. 
Code::Blocks har ett flexibelt och modifierbart gränssnitt med flikar, färgkodning av källkoden, avlusare och autocomplete. Programmet kan även automatiseras via Angelscript och det finns stora möjligheter att använda och skriva egna plugins som ändrar och lägger till beteende. Ett stort antal sådana plugins ingår från början, inklusive ett för att bygga grafiska gränssnitt.
Code::Blocks kan ladda ner och installera DevPaks (installationspaket för Dev-C++) och kan importera Visual C++ och Dev-C++ projekt.

## Plattformar
Programmet utvecklas främst för Windows och GNU/Linux, men användare har byggt det på FreeBSD och Mac OS. Dock fungerar inte Angelscript på PPC, så plugins saknas för närvarande på Mac.

## Kompilatorer
Code::Blocks stöder ett stort antal kompilatorer:
- MinGW / GCC C/C++
- Digital Mars C/C++
- Digital Mars D (med vissa begränsningar)
- SDCC (Small device C compiler)
- Microsoft Visual C++ Toolkit 2003
- Microsoft Visual C++ Express 2005
- Borland C++ 5.5
- Watcom C
- Intel C++ compiler
- GNU Fortran
- GNU ARM
- GNU GDC